# Mała Racza (wieś)
Mała Racza (ukr. Мала Рача) – wieś na Ukrainie, w obwodzie żytomierskim, w rejonie żytomierskim, w hromadzie Radomyśl. W 2001 liczyła 872 mieszkańców.